# Primula elatior
Primula elatior es una especie perteneciente a la familia de las primuláceas.

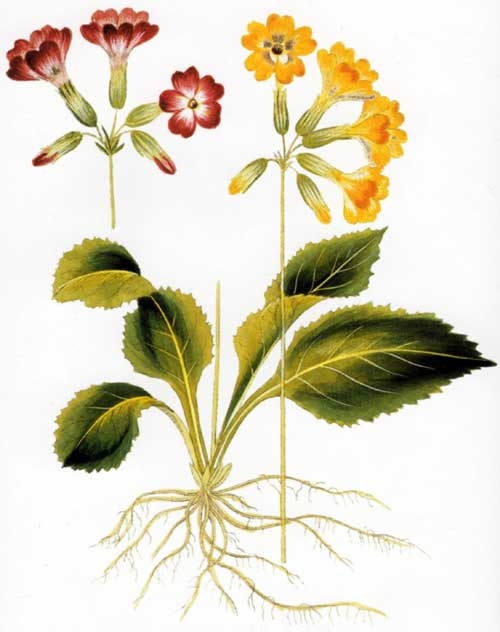
Ilustración

## Descripción
Se trata de una planta herbácea de bajo crecimiento, perenne con una roseta de hojas con 5-15 cm de longitud y 2-6 cm de ancho. La eclosión de flores amarillas se producen en la primavera entre abril y mayo, estando en grupos de 10-30 juntas en un solo tallo de 10-30 cm de altura, cada flor es de 9-15 mm de ancho.
Puede confundirse con la especie, estrechamente relacionada, Primula veris, que tiene una apariencia general similar aunque la P. elatior tiene las flores más grande, de color amarillo pálido y una corola en forma de tubo sin pliegues. 

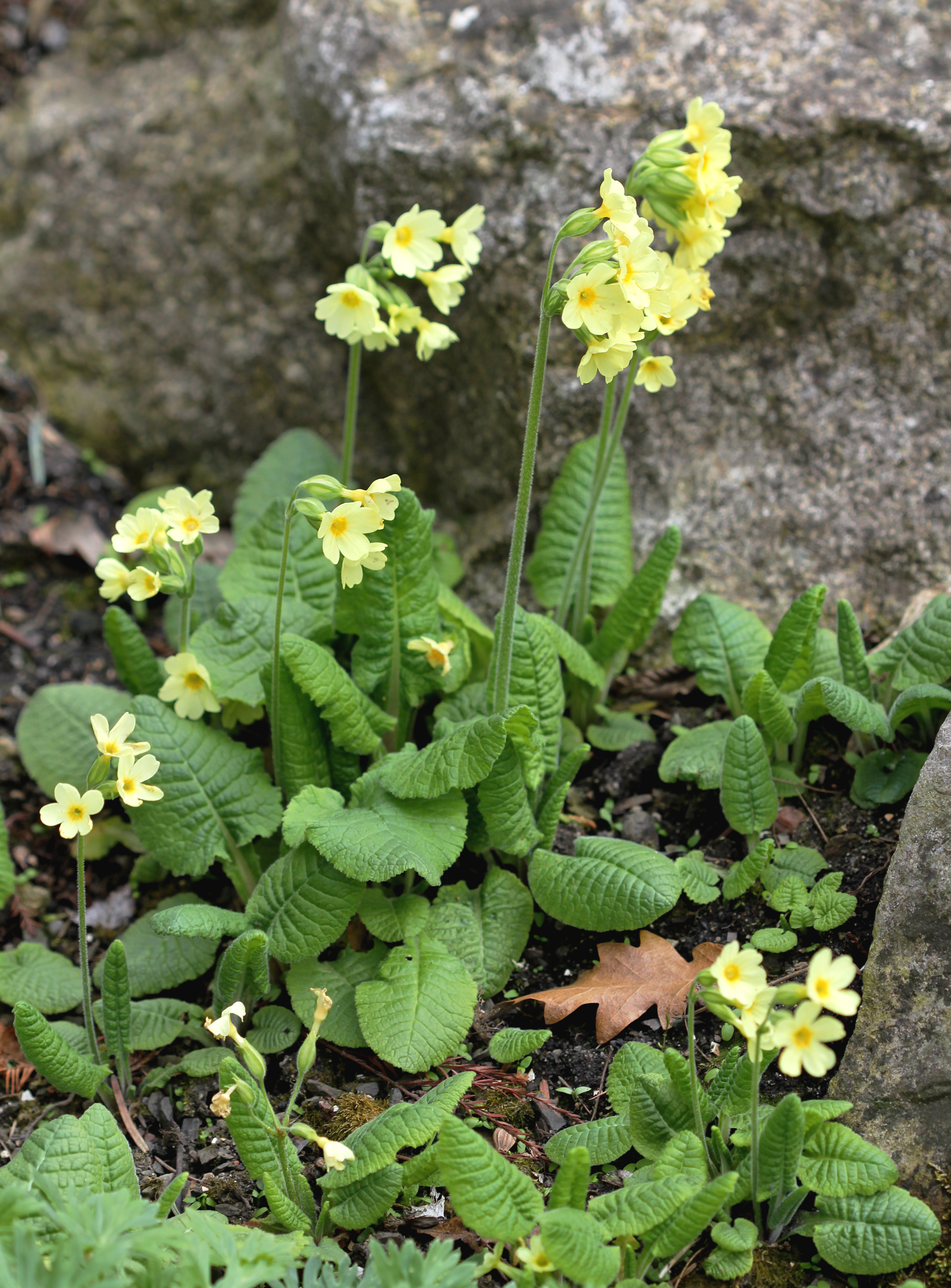
Primula elatior

## Hábitat
Se encuentra en suelos nutrientes y ricos en calcio, en los húmedos bosques y prados de toda Europa hacia el este hasta las montañas de Altái y en el norte de las montañas escandinavas en el norte de Noruega y en la península de Kola en Rusia. En las islas británicas, se encuentra sólo en el este del país, y principalmente en East Anglia.

## Propiedades medicinales
Tiene las mismas propiedades que la prímula sin tallo  Primula vulgaris  y la Primula officinalis
- Las flores, relajantes y calmantes, se utilizan en mezclas de pectorales.
- Las hojas son anti-equimóticas.
- Toda la planta y, en particular, la raíz tiene propiedades analgésicas, anti-espasmódicas, diuréticas y expectorantes.[1]

## Taxonomía
Primula elatior fue descrita por Hill y publicado en Veg. Syst. 8: 25. 1768.
Etimología
Primula: nombre genérico que proviene del latín primus o primulus = "primero", y refiriéndose a su temprana floración. En la época medieval, la margarita fue llamada primula veris o "primogénita de primavera".
elatior: epíteto latino que significa "la más alta".
Variedades
- Primula elatior elatior
- Primula elatior intricata
- Primula elatior leucophylla
- Primula elatior lofthousei
- Primula elatior pallasii[5][6]

Sinonimia
- Primula intricata var. nevadensis Font Quer
- Primula intricata Gren. & Godr.
- Primula lofthousei Hesl.-Harr.
- Primula perreiniana Flüggé
- Primula rhododendricola Sennen
- Primula veris var. elatior L.[7]

## Nombre común
- Castellano: bragas de cuco, gallos, hierba de San Pablo mayor, lilicopa, manguitos, nabo montés, papagalls de primavera, primavera, primavera común, primicias de la luna, primicias del buen día, vellorita, vellorita encarnada, yerba de San Pablo Mayor, yerba de San Pedro, yerba de San Pedro mayor.[7]